# Ortvay Tivadar
Ortvay Tivadar (1875-ig Orthmayr Tivadar) (Németcsiklova, 1843. november 19. – Budapest, 1916. július 8.) történész, régész, földrajztudós, pedagógus, római katolikus pap, a Magyar Tudományos Akadémia rendes tagja. Szerteágazó érdeklődésű, újító szemléletű tudós volt, aki jelentős munkásságot fejtett ki a Kárpát-medence történeti vízrajza, Magyarország egyházi földrajza, valamint Pozsony és Temes vármegyék helytörténeti leírása terén. Ortvay Rudolf (1885–1945) fizikus nagybátyja.

## Életútja
A Temesvári Piarista Gimnázium elvégzését követően, 1862-től teológiai tanulmányokat végzett a temesvári papnevelő intézetben. 1866-os áldozópappá szentelését követően 1870-ig segédlelkészi és hitoktatói szolgálatot végzett a csanádi egyházmegye több településén, Kikindán, Németoravicán, Németcsiklován és Fehértemplomon. 1870–1872-ben a lugosi római katolikus gimnázium tanára volt, 1873-tól 1875-ig pedig a Magyar Nemzeti Múzeum régiségtárának segédőréként tevékenykedett. Ezzel párhuzamosan tanulmányokat folytatott a Budapesti Tudományegyetemen, ahol 1874-ben szerezte meg bölcsészdoktori oklevelét.
1875-től 1906-ig a Pozsonyi Jogakadémia nyilvános rendes tanáraként oktatott magyar és egyetemes történelmet. Ezzel párhuzamosan 1876-ban magántanári képesítést szerzett a Budapesti Tudományegyetemen, 1894 és 1900 között az orsolyiták pozsonyi tanítóképző intézetének igazgatója, 1895 és 1905 között pedig Frigyes főherceg leányainak történelemtanára volt. Az 1900-as években az általa alapított pozsonyi napközi gyermekmenhely vezetése is lefoglalta. Emellett a város intézményeiben több tisztséget is elvállalt, így például tagja volt a pozsonyi közkönyvtár felügyelőbizottságának, valamint a városi statisztikai hivatalnak, 1902 után pedig bizottsági tagként vett részt a pozsonyi törvényhatóság munkájában. 1906-tól Budapesten élt, és történelmi kutatásainak szentelte magát.

## Munkássága
Történészként eredeti, újszerű megközelítéssel, terepszemlék és levéltári kutatások alapján behatóan vizsgálta a Kárpát-medence történeti vízrajzát és középkori egyházi földrajzát. Jelentős munkásságot fejtett ki Pozsony és Temes vármegyék történeti és természetrajzi leírásában, emellett monografikusan feldolgozta II. Lajos felesége és özvegye, Habsburg Mária életét. Régészeti kutatásai során az őskori kőeszközök tipologizálása mellett kísérletet tett az ókori pannoniai úthálózat feltérképezésére, a moesiai Margum és a daciai Tibiscum lokalizálására. A kutatásai hátteréül szolgáló terepmunkák során számos topográfiai felvételt, térképvázlatot készített Magyarország vízrajzáról és régészeti lelőhelyeiről.
Írt politikai és közjogi publicisztikákat, emlékbeszédeket, úti beszámolókat és vadászati cikkeket is. 1871 és 1874 között szerkesztette a Történelmi Adattár Csanádegyházmegye Hajdana és Jelenéhez című folyóiratot, 1875–1876-ban az Archaeologiai Értesítő segédszerkesztője, 1901–1906-ban a Pozsonyi Természettudományi és Orvosegylet Közlönyének társszerkesztője volt. Közel száz történelmi, régészeti és földrajzi szócikket írt az Egyetemes magyar encyclopaedia számára.

### Társasági tagságai és elismerései
1875-ben a Magyar Tudományos Akadémia levelező, 1905-ben rendes tagjává választották, az Akadémia javára élete során mintegy 50 000 forint értékben tett alapítványokat. 1887-től részt vett a Szent István Társulat tudományos és irodalmi osztályának munkájában. 1911-től 1916-ig a Magyar Heraldikai és Genealógiai Társaság másodelnöki tisztét töltött be, halála évében, 1916-ban pedig a Szent István Akadémia rendes tagja lett. Közreműködött a temesvári székhelyű Dél-magyarországi Történelmi és Régészeti Múzeumtársulat szervezésében és 1872. évi megalapításában. Alapító tagja és alelnöke volt a Pozsony Vármegyei Régészeti és Történelmi Egyesületnek, szintén alelnöke a Pozsonyi Természettudományi és Orvosegyletnek, tiszteleti tagja a Békés Vármegyei Régészeti és Művelődéstörténeti Társulatnak.
Történetírói munkásságáért 1916-ban az MTA Marczibányi-jutalmában részesült. 1892-ben pápai kamarás, 1900-ban címzetes csanádi apát lett, 1906-ban Pozsony díszpolgárává választották.

### Főbb művei
- A horvát-slavon-magyar határőrvidék kifejlődésének logikája, területi s szervezeti alakultának története. Temesvár. 1871.
- Egy állítólagos római mediterrán út Pannóniában. Temesvár. 1873.
- Irodalmi tanulmányok a hazai és külföldi történelem, műtörténelem és régészet terén. Budapest. 1875.
- 1875 A Magyar Nemzeti Muzeum érem és régiség-gyűjteménye 1874-ben. Budapest
- Margum és Contra-Margum helyfekvése. Budapest. 1876.
- Kritikai adalékok Margum történetéhez. Budapest. 1877.
- A magyarországi Duna-szigetek földirati csoportosodása és képződésük tényezői. Budapest. 1880.
- Magyarország régi vízrajza a XIII-dik század végeig I–II. Budapest. 1882.
- Száz év egy hazai főiskola életéből: A pozsonyi kir. akadémiának 1784-től 1884-ig való fennállása alkalmából. Budapest. 1884.
- Egy állitólagos római mediterrán-út Pannoniában. Budapest. 1884.
- Összehasonlító vizsgálatok a hazai és éjszak európai (dán, svéd, norvég) praehistorikus kőeszközök régiségi jellegéről I – II. Budapest. 1885.
- A praehistorikus kőeszközök régiségi jellegeiről. Budapest. 1886.
- A pécsi egyházmegye alapítása és első határai. Budapest. 1890.
- Emlékbeszéd Pesty Frigyes akadémiai rendes tagról. Budapest. 1891.
- Magyarország egyházi földleírása a XIV. század elején I–III. Budapest. 1891–1892.
- Magyarország róm. kath. egyházmegyéi a jelen időben. Budapest. 1892. (Hrubant Lászlóval)
- Pozsony város története I–II-III-IV. Pozsony. 1892–1912.
- Temesvármegye és Temesvár város története I–IV. Budapest. 1896–1914.
- Pozsonyvármegye és a területén fekvő Pozsony, Nagyszombat, Bazin, Modor s Szentgyörgy városok állatvilága. Budapest. 1902.
- Pozsony város utcái és terei. Budapest. 1905.
- Az ősember táplálkozása.. Értekezések a Történeti Tudományok köréből XXI. 1906.
- Pozsony városának kulturális haladása az utolsó ötven évben. In: Fischer Jakab - Ortvay Tivadar - Polikeit Károly (eds.): 1856-1906 emlékmű. Angermayer Károly Nyomda, Pozsony. 1907
- Emlékbeszéd Wosinszky Mór l. tag fölött. Budapest. 1908.
- Emlékbeszéd Csaplár Benedek l. tag fölött. Budapest. 1908.
- Emlékbeszéd Bubics Zsigmond r. tag fölött. Budapest. 1908.
- A mohácsi csata elvesztésének okai és következményei.. Értekezések a Történeti Tudományok köréből XXII. 1909.
- Emlékbeszéd Hampel József r. tag felett. Budapest. 1913.
- Mária, II. Lajos magyar király neje (1505–1558). Budapest. 1914.